# Okulary przeciwsłoneczne
Okulary przeciwsłoneczne – odmiana okularów służąca do ochrony wzroku przed silnym światłem słonecznym. Znajdują zastosowanie szczególnie w okresie letnim w miejscach, w których słońce operuje najintensywniej, a zatem na plażach, pokładach łodzi, na stokach narciarskich i na lodowcach, a także na drogach i ulicach – wszędzie tam, gdzie światło słoneczne dociera do powierzchni ziemi w warunkach bez zachmurzenia i zamgleń.

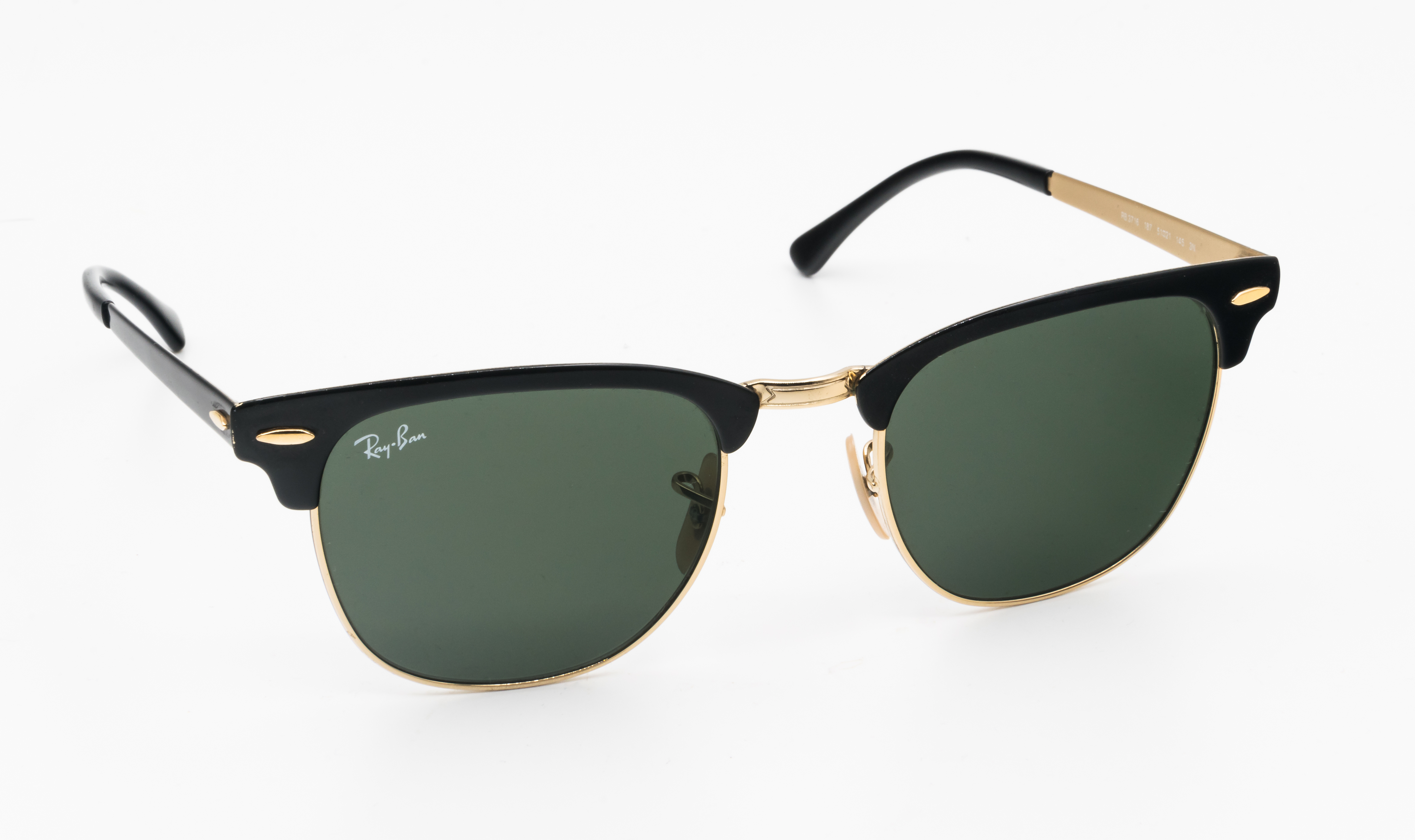
Okulary przeciwsłoneczne marki Ray-Ban

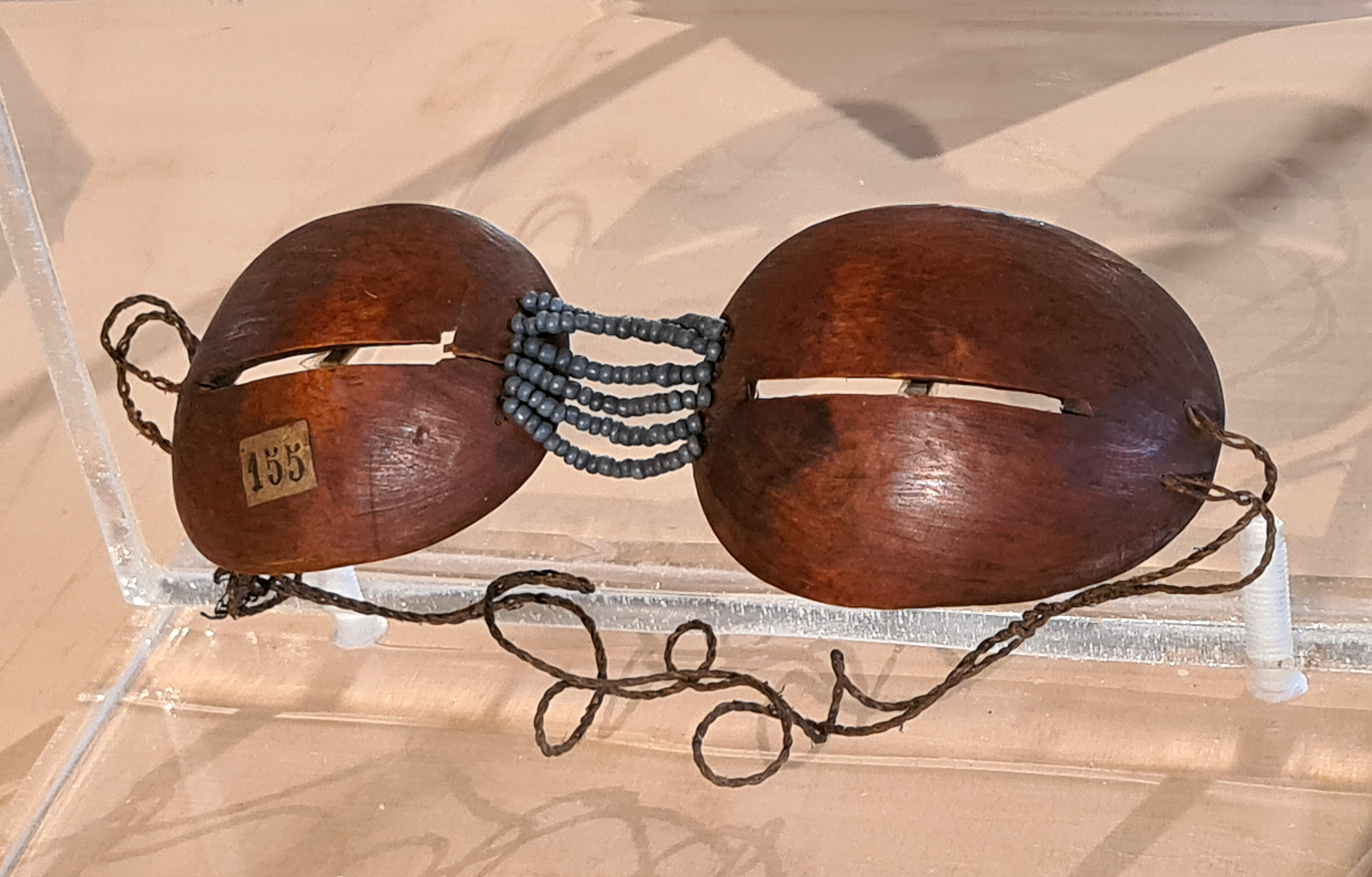
Okulary inuickie

Pierwsze okulary przeciwsłoneczne wynalezione zostały w Chinach około XII wieku. Były to przydymione płaskie płytki kwarcu niemające znaczenia korekcyjnego. Były one używane przez chińskich sędziów, którzy za ich pomocą starali się ukryć swoje reakcje na przebieg procesu. Najprostsza odmiana okularów przeciwsłonecznych zawiera – tam, gdzie w okularach korekcyjnych znajdują się soczewki – przyciemnione szkło; w takiej postaci wprowadził okulary słoneczne w roku 1752 James Ayscough. W wiktoriańskiej Anglii okulary te były używane przez chorych na syfilis – przynosiły im ulgę ze względu na światłowstręt, powodowany przez tę chorobę, oraz dawały oparcie dla protezy nosa zakładanej, aby ukryć objawy schorzenia.
Pomysł ten nie był jednak nowy. Wcześniej szczególna odmiana okularów przeciwsłonecznych, chroniąca wzrok przed silnym światłem słonecznym na arktycznych pustyniach lodowych, używana była przez mieszkańców Arktyki (Inuitów). Były to okulary w postaci przesłon na oczy z wąską poziomą szczeliną sporządzoną w kości lub drewnie.
W 1964 roku wprowadzone zostały na rynek przez firmę Corning soczewki fotochromowe, przyciemniające szkła pod wpływem promieniowania słonecznego.
Obecnie zamiast szkła często stosowane jest półprzezroczyste tworzywo sztuczne, zazwyczaj barwione na kolor brązowy, ciemnoniebieski, ciemnozielony lub podobny. Najlepsze odmiany okularów przeciwsłonecznych ograniczają dostęp do oczu nie tylko promieni słonecznych w zakresie widzialnym, ale także w zakresie ultrafioletu, co ma szczególnie duże znaczenie w rejonach górskich i wysokogórskich, gdzie udział ultrafioletu w promieniach słonecznych jest znacznie wyższy niż w rejonach nizinnych i na poziomie morza.
Przed promieniami UV chronią również żółte szkła polaryzacyjne, które zapewniają też komfort widzenia nocą oraz w trudnych warunkach pogodowych.
Często stosowane są także okulary łączące kilka innych cech z ochroną przed słońcem – tu w szczególności najczęściej spotykane bywają gogle narciarskie, zasadniczo chroniące przed wiatrem i śniegiem, z filtrami przeciwsłonecznymi.
Okulary przeciwsłoneczne są także traktowane jako element ubioru, ozdoba twarzy. Zgodnie z modą zmienia się kształt oprawek, kolor szkieł (jedna z odmian modna w latach sześćdziesiątych wykorzystywała szkła, które od zewnątrz dawały efekt lustrzany) itp. Używane są w tym zastosowaniu także w miejscach, w których nie zachodzi potrzeba ochrony wzroku przed słońcem.
Okulary przeciwsłoneczne służą także niekiedy do ukrycia niedostatków wyglądu twarzy albo do zamaskowania niepełnosprawności osób niewidomych.